# Demonax sulfurisignatus
Demonax sulfurisignatus là một loài bọ cánh cứng trong họ Cerambycidae.